# Паркинсон, Джеймс
Дже́ймс Па́ркинсон (англ. James Parkinson; 11 апреля 1755 — 21 декабря 1824) — английский врач, химик и геолог.

## Биография
Джеймс Паркинсон родился в Лондоне в семье аптекаря и хирурга Джона Паркинсона (1726—1784).
Учился медицине и в 1778 году стал ассистентом своего отца.
В 1790-х годах занялся политикой и литературным творчеством. Увлекался геологией и палеонтологией.

## Геологические исследования
Джеймс Паркинсон — один из основателей в 1807 году и член Геологического общества Лондона. Он был одним из авторов самого первого тома трудов этого старейшего геологического общества.

## Медицинские исследования

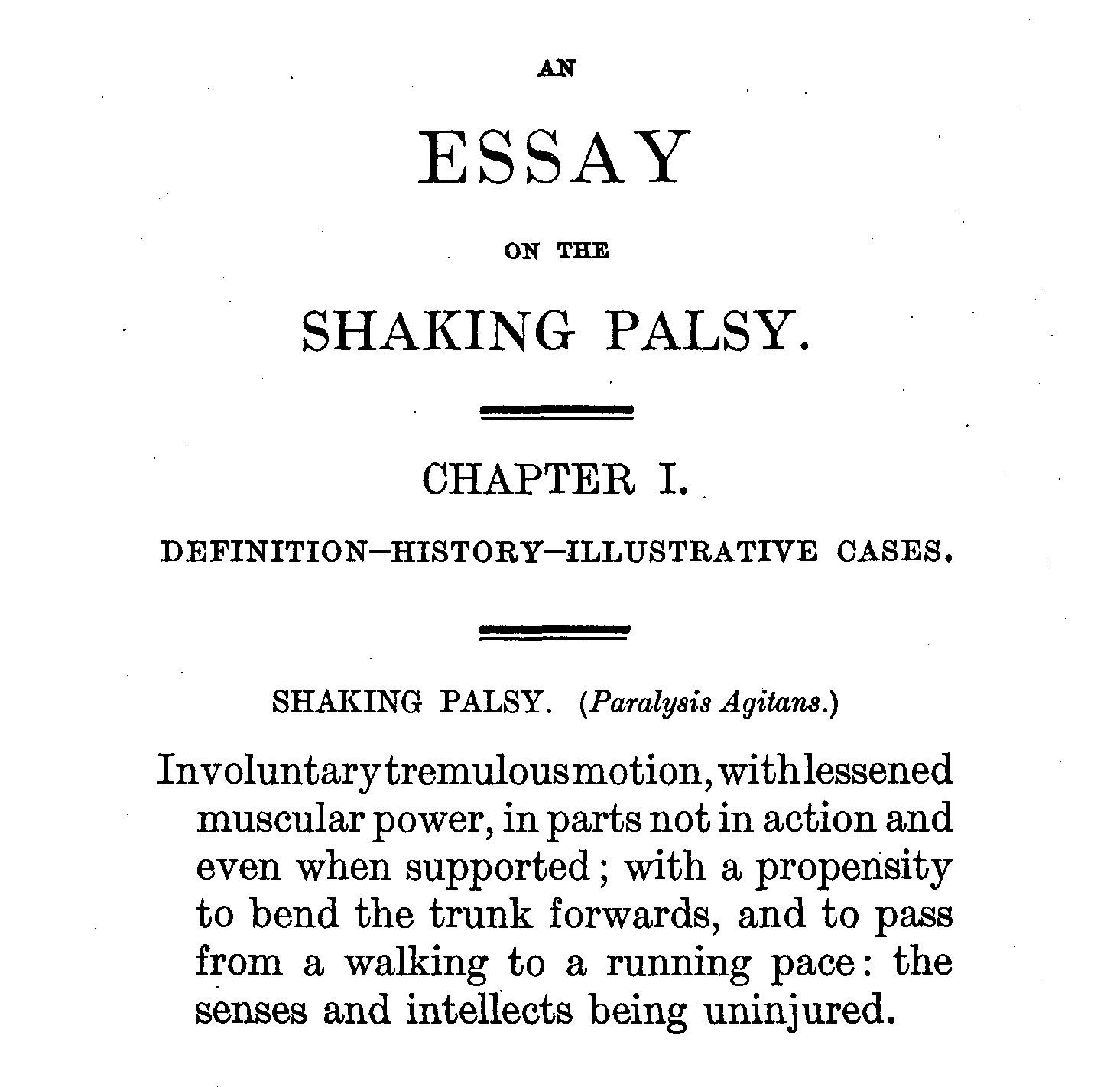
Первая страница «Эссе о дрожательном параличе» Джеймса Паркинсона

В 1817 году Джеймс Паркинсон описал заболевание центральной нервной системы — так называемый дрожательный паралич. Он наблюдал симптомы не в медицинской практике, а в повседневной жизни — на улицах Лондона.
В конце XIX века Жан Шарко в своих лекциях и научных трудах подчеркнул значение для неврологии описаний болезни, сделанных Джеймсом Паркинсоном, чей труд «Эссе о дрожательном параличе» не был должным образом оценён при жизни, и предложил эпоним «болезнь Паркинсона», ставший с тех пор общепринятым. Он отверг термин «дрожательный паралич», отметив, что пациенты с болезнью Паркинсона обычно сохраняют мышечную силу и могут не иметь тремора